# Inigo Jones
Inigo Jones (/ˈɪnɪɡoʊ/; 15 tháng 7 năm 1573 - ngày 21 tháng 6 1652) là người đầu tiên có ý nghĩa  kiến trúc sư người Anh trong thời kỳ đầu hiện đại, và là người đầu tiên sử dụng quy tắc Vitruvius của tỷ lệ và đối xứng trong các tòa nhà của mình. Là kiến trúc sư đáng chú ý nhất ở Anh, Jones là người đầu tiên giới thiệu kiến trúc cổ điển của Rome và thời Phục hưng Ý cho Anh. Ông đã để lại dấu ấn của mình tại Luân Đôn bằng thiết kế các tòa nhà đơn lẻ, như Nhà của Nữ hoàng, là tòa nhà đầu tiên ở Anh được thiết kế theo phong cách cổ điển thuần túy, và Nhà tiệc, Whitehall, cũng như bố trí cho quảng trường Vườn hoa đã trở thành một mô hình cho sự phát triển trong tương lai ở West End. Ông đã có những đóng góp lớn cho thiết kế sân khấu bằng công việc của mình với tư cách là nhà thiết kế sân khấu cho vài chục thợ xây, hầu hết là do hoàng gia và nhiều người hợp tác với Ben Jonson.

## Đầu đời và sự nghiệp

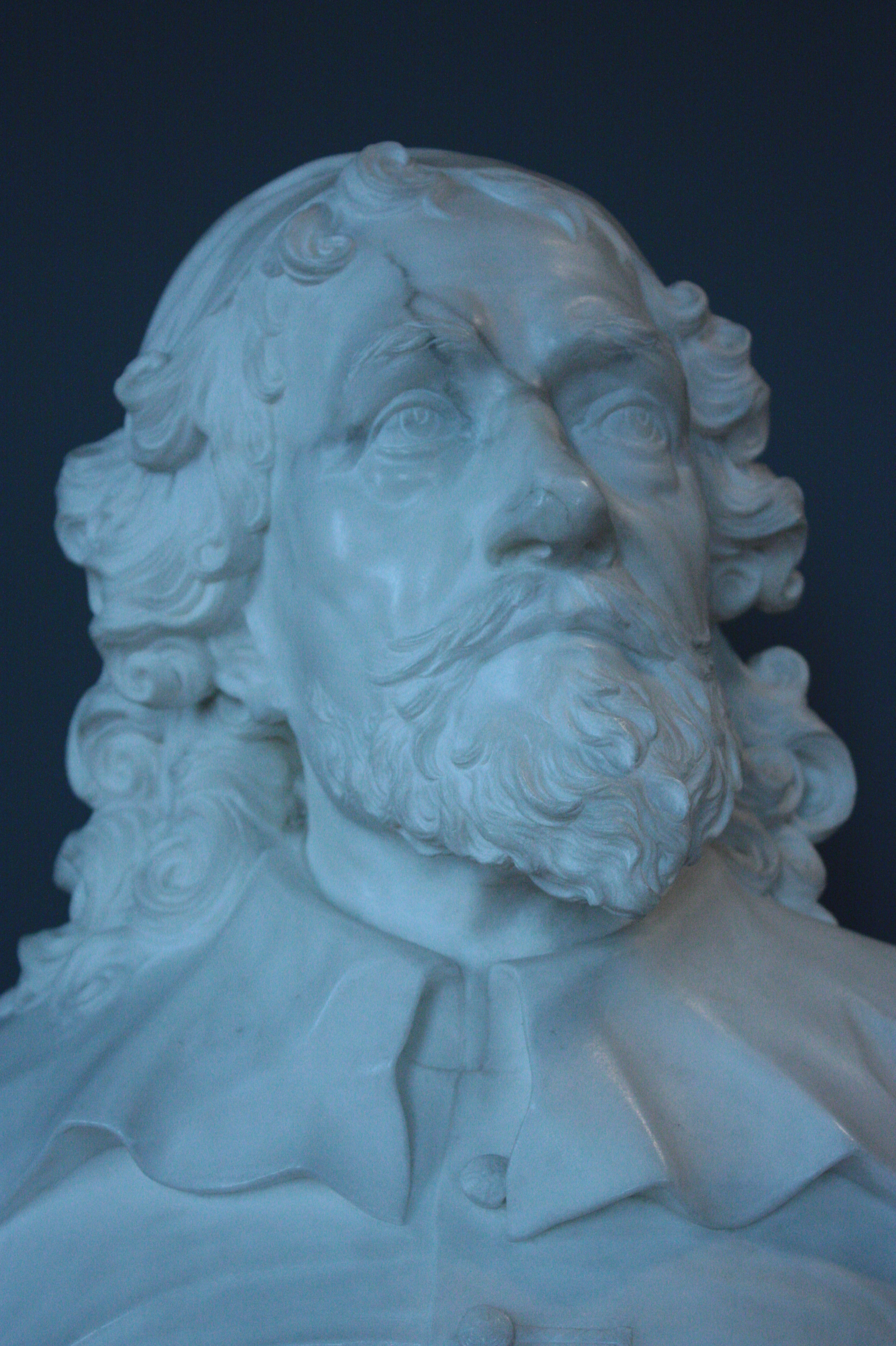
Bức tượng bán thân của Inigo Jones của John Michael Rysbrack, 1725

Ngoài sự thật rằng ông được sinh ra ở Smithfield, London, con trai của Inigo Jones, một công nhân vải người xứ Wales, và đã rửa tội tại nhà thờ St Bartholomew-the-Less, người ta biết rất ít về những năm đầu của Jones. Ông đã không tiếp cận nghề kiến trúc theo cách truyền thống, cụ thể là bằng cách vươn lên từ một nghề thủ công hoặc thông qua tiếp xúc sớm với Văn phòng Công trình, mặc dù có bằng chứng cho thấy Christopher Wren có được thông tin ghi lại Jones là một người tham gia tập sự trong Nhà thờ St Paul. Tại một số thời điểm trước năm 1603, một người bảo trợ giàu có (có thể là Bá tước Pembroke hoặc Bá tước của vùng đất ngập tràn) đã gửi ông đến Ý để học vẽ sau khi bị ấn tượng bởi chất lượng của bản phác thảo. Từ Ý, ông đến Đan Mạch, nơi ông làm việc cho Vua Christian trong việc thiết kế các cung điện của Rosenborg và Frederiksborg.